# 厄兹努尔·居雷
厄兹努尔·居雷（土耳其語：Öznur Cüre，1997年10月1日—），土耳其女子射箭运动员。她曾代表土耳其参加2020年夏季残疾人奥林匹克运动会射箭比赛，获得混合团体公开级复合弓银牌。